# American League of Professional Football
La American League of Professional Football fue el primer torneo profesional de fútbol de los Estados Unidos jugado en una sola temporada en 1894. Además, fue una de las primeras competencias de fútbol en el mundo. El torneo fue creado por los propietarios de la Liga Nacional de béisbol. Y resultó ganador del torneo el Brooklyn Bridegrooms. Empezó el 1 de octubre de 1894 y terminó el 1 de enero de 1895.

## Equipos participantes
| Equipo                 | Ciudad           | Propietario               | Estadio                |
| ---------------------- | ---------------- | ------------------------- | ---------------------- |
| Baltimore Orioles F.C. | Baltimore        | A.J. Stewar               | Union Park             |
| Boston Beaneaters      | Boston           | Frank Selee               | South End Grounds      |
| Brooklyn Bridegrooms   | Brooklyn         | Dave Foutz                | Eastern Park           |
| New York Giants        | Nueva York       | John Montgomery Ward      | Polo Grounds           |
| Philadelphia Phillies  | Filadelfia       | Arthur Albert Irwin       | Philadelphia Ball Park |
| Washington Senators    | Washington D. C. | Gustavus Heinrich Schmelz | Boundary Field         |

## Tabla de posiciones
|  |    | Equipo                   | PJ | G | E | P | GF | GC | DG  | Pts |
|  | -- | ------------------------ | -- | - | - | - | -- | -- | --- | --- |
|  | 1. | Brooklyn Bridegrooms (C) | 6  | 5 | 0 | 1 | 20 | 6  | +14 | 10  |
|  | 2. | Baltimore Orioles F.C.   | 4  | 4 | 0 | 0 | 24 | 3  | +21 | 8   |
|  | 3. | Boston Beaneaters        | 5  | 4 | 0 | 1 | 15 | 12 | +3  | 8   |
|  | 4. | New York Giants          | 6  | 2 | 0 | 4 | 16 | 13 | +3  | 4   |
|  | 5. | Philadelphia Phillies    | 9  | 2 | 0 | 7 | 15 | 37 | -22 | 4   |
|  | 6. | Washington Senators      | 6  | 1 | 0 | 5 | 7  | 26 | -19 | 2   |

PJ = Partidos Jugados; G = Partidos Ganados; E = Partidos Empatados; P = Partidos Perdidos; GF = Goles Anotados; GC = Goles Recibidos; DG = Diferencia de gol; Pts = Puntos
| Bandera de Estados Unidos              |
| Campeón Brooklyn Bridegrooms 1º título |